# Julie Pinson
Julie Pinson (Fremont, 7 de novembro de 1967) é uma atriz estadunidense. Seus papéis mais conhecidos incluem Eve Lambert em Port Charles, Billie Reed em Days of Our Lives e Janet Ciccone em As the World Turns.

## Vida pessoal
Pinson foi noiva do ator Billy Warlock, mas eles se separaram pouco antes do casamento planejado em 1999. Eles reataram em 2005 enquanto trabalhavam juntos em Days of Our Lives, e se casaram em Las Vegas em 26 de agosto de 2006.

## Filmografia
Na televisão
- 1997–2002: Port Charles como Eve Lambert
- 2004: The Young and the Restless como Shiloh
- 2004–08: Days of Our Lives como Billie Reed
- 2008–10: As the World Turns como  Janet Ciccone
- 2012: River Ridge como Kimberly Reeves